# Dean Stockwell
Dean Stockwell (5. března 1936 – 7. listopadu 2021) byl americký herec.
Narodil se do herecké rodiny v Los Angeles a ve filmech se začal objevovat již v polovině 40. let. V roce 1957 dostal roli na Broadwayi ve hře Compulsion o zločineckém duu Leopold a Loeb, kterou si zopakoval ve filmové adaptaci z roku 1959. V polovině 60. let hereckou kariéru přerušil, ale již v roce 1968 se vrátil s rolí ve filmu Podlomená vůle po boku Susan Strasbergové a Jacka Nicholsona.
Dále hrál například ve filmu Paříž, Texas (1984) režiséra Wima Wenderse nebo ve dvou filmech Davida Lynche, Duna (1984) a Modrý samet (1986). Za roli ve filmu Manželství s mafií (1988) byl nominován na Oscara. Spolu s hudebníkem Neilem Youngem režíroval film Human Highway (1982).
Jeho první manželkou byla v letech 1960–1962 herečka Millie Perkins. V roce 1981 se oženil s Joy Marchenko, textilní odbornicí; rozvedli se v roce 2004.
Zemřel na Novém Zélandu ve věku 85 let.